# 微软社群
微软社群是一個免費的線上社群和討論論壇，用户可以在该论坛上詢問和回答關於使用Microsoft產品的問題。

## 主要類別
- Windows
- 行動裝置
- Outlook.com
- Microsoft Office
- 商務用Office 365
- Windows 測試人員計畫
- OneDrive
- 電腦病毒及惡意程式碼
- 音樂、電影和電視

## 社群
社群是一個個社團，由類別下面區分。例如Internet Explorer有Microsoft Edge，IE11~7，其他版本如IE6~1等。社群中有貢獻者則可成為角色。並獲得徽章。
社群中的角色有社群仲裁者、支援工程師、論壇仲裁者、Wiki作者、論壇負責人、微軟最有價值專家、Microsoft員工、Windows測試人員。